# Luigi Faure
Luigi Faure (Sauze d'Oulx, 15 dicembre 1898 – Oulx, 8 aprile 1946) è stato un combinatista nordico, saltatore con gli sci e fondista italiano.

## Biografia
Nato a Sauze d'Oulx, in provincia di Torino, nel 1901, a 23 anni prese parte ai primi Giochi olimpici invernali, quelli di Chamonix-Mont-Blanc 1924, nel trampolino normale, unica gara di salto con gli sci in programma, terminando 17º con 14.010 punti.
Ai campionati italiani di salto con gli sci vinse 3 ori e 1 argento nel trampolino normale, a quelli di combinata nordica 6 ori nell'individuale e a quelli di sci di fondo 2 argenti nella 18 km.
Nel 1940 fondò la Faure Sport, azienda di prodotti per lo sci.